# Розовская, Ольга Эдуардовна
Розовская Ольга Эдуардовна (род. 25 июня 1952 года) — советская и российская актриса, мультипликатор, режиссёр.

## Биография
Училась в Ленинградском государственном институте театра, музыки и кинематографии (1969—1974). Работала на студии «Мульттелефильм» ТО «Экран» (1975—1990). Снимала кукольные фильмы, в том числе с использованием пластилина, работала в объёмной перекладке. В настоящее время живёт в США.

### Семья
Дочь Эдуарда Розовского. Третья жена Бориса Ардова; их дочь — Ольга Борисовна Ардова (род. 1983).

## Фильмография

### Режиссёр
| Год  |    | Название                       | Роль                               |
| ---- | -- | ------------------------------ | ---------------------------------- |
| 1976 | мф | Сэмбо                          | режиссёр                           |
| 1977 | мф | Незнайка в Солнечном городе    | режиссёр (9 серия)                 |
| 1979 | мф | Ушастик                        | режиссёр                           |
| 1979 | мф | Когда медвежонок проснётся     | режиссёр                           |
| 1981 | мф | Ушастик и его друзья           | режиссёр                           |
| 1982 | мф | Как Гусёнок на Лису охотился   | режиссёр                           |
| 1982 | мф | Таинственная пропажа           | режиссёр                           |
| 1983 | мф | Ракушка                        | режиссёр                           |
| 1984 | мф | Крем-брюле                     | режиссёр                           |
| 1985 | мф | Чужая шуба                     | режиссёр                           |
| 1986 | мф | Корабль пустыни                | режиссёр                           |
| 1986 | мф | Школа помощников. Фильм первый | режиссёр (совместно с Ю.Калишером) |
| 1986 | мф | Школа помощников. Фильм второй | режиссёр (совместно с Ю.Калишером) |
| 1987 | мф | Сова                           | режиссёр                           |
| 1988 | мф | Правитель Турропуто            | режиссёр                           |
| 1989 | мф | Наваждение                     | режиссёр                           |
| 1990 | мф | Про Матвея Кузьмича            | режиссёр                           |

### Озвучивание мультфильмов
| Год  |    | Название     | Роль                      |
| ---- | -- | ------------ | ------------------------- |
| 1982 | мф | Бюро находок | крокодилиха (озвучивание) |